# Região de Planejamento do Gurupi
A Região de Planejamento do Gurupi é uma das 32 Regiões Administrativas do Estado do Maranhão. Localiza-se no extremo noroeste do Estado, na divisa com o Pará. A Região leva o nome do Gurupi, o maior rio da região noroeste do Maranhão.
Carutapera é o município-sede, assim como o maior município da Região.

## Formação
A Região é formada por seis municípios:
- Amapá do Maranhão
- Cândido Mendes
- Carutapera
- Godofredo Viana
- Luís Domingues
- Boa Vista do Gurupi